# Seerosen-Tulpe
Die Seerosen-Tulpe (Tulipa kaufmanniana) ist eine Pflanzenart aus der Gattung der Tulpen (Tulipa) in der Familie der Liliengewächse (Liliaceae).

## Beschreibung

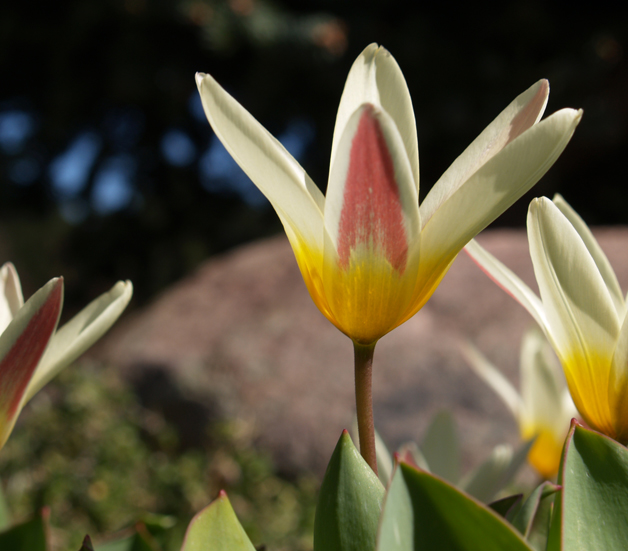
Seitenansicht einer Blüte

### Vegetative Merkmale
Die Seerosen-Tulpe ist eine ausdauernde Zwiebelpflanze, die Wuchshöhen von 10 bis 45 Zentimeter erreicht. Die Zwiebelhüllen sind innen mehr oder weniger stark behaart. Die meist drei bis vier (zwei bis fünf) Laubblätter sind mehr oder weniger ausgebreitet, graugrün, höchstens schwach wellig, kahl und am Rand bewimpert. Das unterste Laubblatt ist 2 bis 20 Zentimeter breit.

### Generative Merkmale
Die Blütezeit reicht von März bis April. Es sind meist eine, selten bis fünf Blüten vorhanden. Die zwittrige Blüte ist radiärsymmetrisch und dreizählig. Die Blütenhüllblätter messen 2,5 bis 11 × 1 bis 5,5 Zentimeter, die äußeren sind zurückgebogen und stumpf, die inneren abgerundet. Die Innenseite der Blütenhüllblätter ist cremeweiß oder gelb mit gelbem, selten auch schwarzpurpurnen Basalfleck, die Unterseite der äußeren weist einen breiten, rot überlaufenen Mittelstreifen auf. Die Staubbeutel sind zusammengedreht, gelb gefärbt und öffnen sich allmählich von oben nach unten.
Die Chromosomenzahl beträgt 2n = 24.

## Vorkommen
Die Seerosen-Tulpe kommt im West-Tianschan, im Kuraminsk- und Tschatkal-Gebirge östlich Taschkent sowie in Taboschar vor. Sie hat Vorkommen in Kasachstan, Usbekistan, Kirgisistan und Tadschikistan.
Die Seerosen-Tulpe gedeiht in Felsgebüsch und auf steinigen Hängen der unteren und mittleren Bergstufe.

## Taxonomie
Die Erstbeschreibung von Tulipa kaufmanniana erfolgte 1877 durch Eduard August von Regel in Gartenflora, Band 26, Seite 194. Das Artepitheton kaufmanniana ehrt den Generalgouverneur von Turkestan General Konstantin Petrowitsch von Kaufmann (1818–1882).

## Nutzung
Die Seerosen-Tulpe wird zerstreut als Zierpflanze in Steingärten und Rabatten genutzt. Sie ist seit spätestens 1877 in Kultur. Die Art Tulipa kaufmanniana bildet Hybride mit Tulipa fosteriana sowie Tulipa greigii. Regel schreibt 1877 in seiner Erstbeschreibung: „Es scheint diese schöne neue Tulpe dazu bestimmt, die Stammmutter einer neuen Race von Tulpen in unseren Gärten zu werden“.